# Percival Lowell
Percival Lowell (født 13. marts 1855, død 12. november 1916) var en amerikansk amatørastronom, der viede sit liv til astronomien og Mars – og var overbevist om, at der var kanaler på Mars.
En anden teori han havde, var at der lå en 9. planet efter Neptun. Han kaldte den Pluto.